# Telodeinopus variabilis
Telodeinopus variabilis är en mångfotingart som först beskrevs av Cook och Collins 1893.  Telodeinopus variabilis ingår i släktet Telodeinopus och familjen Spirostreptidae. Inga underarter finns listade i Catalogue of Life.